# Birth
Birth är en amerikansk långfilm från 2004 i regi av Jonathan Glazer, med Nicole Kidman, Cameron Bright, Danny Huston och Lauren Bacall i rollerna.

## Handling
Det har gått 10 år sedan Annas make Sean dog i en hjärtattack och nu ska hon gifta om sig med Joseph. Då infinner sig en 10-årig pojke på Annas mammas födelsedagsparty som frågar efter Anna och som påstår sig vara Sean reinkarnerad. Han varnar henne för att gifta sig med Joseph.  Pojken vet saker om Anna som främmande småpojkar omöjligen kan veta och Anna börjar undra hur hon ska hantera situationen.

## Rollista (i urval)
| Nicole Kidman     | – Anna       |
| Cameron Bright    | – Young Sean |
| Danny Huston      | – Joseph     |
| Lauren Bacall     | – Eleanor    |
| Alison Elliott    | – Laura      |
| Arliss Howard     | – Bob        |
| Michael Desautels | – Sean       |
| Anne Heche        | – Clara      |
| Peter Stormare    | – Clifford   |
| Ted Levine        | – Mr. Conte  |
| Cara Seymour      | – Mrs. Conte |

## Utmärkelser

### Nomineringar
- Golden Globe: Bästa kvinnliga huvudroll – drama (Nicole Kidman)
- Guldlejonet: Bästa regi (Jonathan Glazer)